# 나가오카촌 (이와테현 이사와군)
나가오카촌(永岡村)은 1955년까지 이와테현 이사와군에 존속했던 촌이다. 현재의 가네가사키정에 해당한다.

## 연혁
- 1889년 4월 1일 - 정촌제 시행과 함께 이사와군 나가오카촌이 성립하였다.
- 1955년 3월 1일 - 가네가사키정과 합병해 새로운 가네가사키정이 형성되었다.

## 참고서적
- 『이와테현 정촌 합병지』(이와테현 총무부 지방과, 1957년)